# (4221) Picasso
(4221) Picasso és un asteroide descobert el 13 de març de 1988 per Jeff Thomas Alu a l'Observatori Palomar, a San Diego, a Califòrnia. La designació provisional que va rebre era 1988 EJ. Hom va considerar escaient de dedicar-lo al pintor Pablo Ruiz Picasso (nascut a Màlaga el 1881 i mort a Mogins, a la Provença, el1973), molt vinculat a l'art català tant per la seva residència entre Barcelona i París com pels seus contactes i col·laboracions emb la majoria d'artistes catalans de la seva generació.